# Grupa Operacyjna gen. Drapelli
Grupa Operacyjna gen. Drapelli – improwizowany związek taktyczny Wojska Polskiego w czasie kampanii wrześniowej 1939.

## Utworzenie  grupy
Po przegranej bitwie granicznej sztab Armii „Pomorze” planował dalszy odwrót armii oraz opracował rozkaz operacyjny na 7 września. Rozkaz ten przewidywał utworzenie improwizowanej grupy operacyjnej pod dowództwem dowódcy 27 Dywizji Piechoty gen. Juliusza Drapelli.

 Jej pierwszym zadaniem była osłona od wschodu odwrotu Grupy Operacyjnej gen. Bołtucia i Grupy Operacyjnej gen. Przyjałkowskiego.
W nocy z 6 na 7 września Grupa miała wycofać załogę przedmościa Toruń na południowy brzeg Wisły i zniszczyć mosty. Dalej wejść w rejon lasów na północ od Aleksandrowa, a późnym wieczorem 7 września rozpocząć marsz po dwóch osiach: Toruń – Włocławek – Gostynin i Włocławek – Radziwie, prowadząc ewentualne działania opóźniające.

## Działania grupy operacyjnej
GO gen. Drapelli rozpoczęła odwrót późnym wieczorem 6 września według nakazanej marszruty. Jeszcze w godzinach popołudniowych załoga przedmościa Toruń wycofała się z północnego brzegu Wisły, a nad ranem 7 września wysadzono mosty w Toruniu. W godzinach rannych Grupa zorganizowała obronę na linii Podgórz – Wygoda oraz dozorowała brzeg Wisły od Torunia do Otłoczna.

Kolejny rozkaz dowódcy armii nakazywał GO gen. Drapelli „przejść do rejonu Aleksandrów – Służewo – Turzno w gotowości do walki obronnej na linii rz. Tonczyna. Zamknąć silnie kierunek przez Służewo na Brześć Kujawski. Następny etap lasy Krzywa Góra”.

W tej sytuacji dowódca GO zdecydował: „marszem nocnym w dwóch kolumnach przejść do rejonu Aleksandrowa, gdzie bronić się na linii rz. Tonczyna, przystępując natychmiast do prac nad umocnieniami polowymi ze szczególnym uwzględnieniem rozbudowy rowów plot”.

 Podzielił przy tym pas obrony na dwa odcinki:
- pierwszy odcinek obsadził 22 pułk piechoty, 83 kompania km; wspierał dywizjon 27 pułku artylerii lekkiej i II/9 pułku artylerii lekkiej. Dowódca 22 pp płk Feliks Jędrychowski miał zorganizować obronę stałą, ubezpieczać pas obrony dywizji od południowego zachodu oraz rozpoznawać kierunek na Otłoczyn. Gotowość obrony wyznaczono na świt 8 września;
- drugi odcinek obsadził pułk płk. Tadeusza Majewskiego, a wspierał go 68 dywizjon artylerii lekkiej mjr. Sylwestra Stawarza.

Odwód Grupy stanowiły:
- 23 pułk piechoty płk. Jerzego Wroczyńskiego rozmieszczony w rejonie Wólka – Przybranowo, przewidziany do działania na korzyść 22 pp;
- 24 pułk piechoty ppłk. dypl. Juliana Grudzińskiego rozmieszczony w rejonie Turzna, przewidziany do działania na korzyść pułku płk. Majewskiego. Ponadto 24 pp miał wysłać oddział rozpoznawczy w rejon Dymiec – Szpitalki z zadaniem dozorowania Wisły.

Ponadto gen. Drapella posiadał w dyspozycji batalion saperów oraz baterię artylerii przeciwlotniczej.
Grupa artylerii ogólnego działania:
- 48 dywizjon artylerii lekkiej mjr. Wacława Gaya,
- 27 dywizjon artylerii ciężkiej mjr. Jerzego Henneberga.

Zadaniem dywizjonów było wzmocnienie bezpośredniego wsparcia przede wszystkim 22 pułku piechoty.
Kawaleria dywizyjna miała dozorować Wisłę na odcinku Słońsk – Podole, a stanowisko dowodzenia Grupy rozmieszczono we dworze Słomkowo.
Stojąca 8 września nad rzeką Tonczyną 27 DP miała styczność bojową jedynie z niemieckimi patrolami rozpoznawczymi z kierunku Gniewkowa, a 22. i 23 pułk piechoty prowadziły kilkugodzinną walkę ogniową. Zgodnie z rozkazem, dywizja wieczorem oderwała się od nieprzyjaciela i rozpoczęła marsz na nową rubież obronną.
W godzinach rannych 9 września osiągnęła rejon Krzywa Góra – Machnacz i przystąpiła do organizowania obrony. Jej przedni skraj przebiegał od wschodu wzdłuż Wisły, dalej północno-zachodnim skrajem lasu Krzywa Góra do kanału Bachorze. W pierwszym rzucie pozostawały 24 pp z 68 dal, 23 pp z 27 pal i 22 pp z II/9 pal mjr. Bolesława Babeckiego. Stanowiący odwód pułk płk. Majewskiego rozmieścił się w lesie na południe od Radzinowa. Stanowisko dowodzenia dowódcy 27 DP znajdowało się we Włocławku.
Przed południem na przedpolu dywizji pojawiły się nieprzyjacielskie patrole rozpoznawcze. Wywiązała się walka. Około 16.00 czołgi i samochody pancerne niemieckiej 50 Dywizji Piechoty zaatakowały 23 pułk piechoty. Pierwszy atak został powstrzymany. W czasie walk, w rejonie obrony 27 DP przymusowo lądował niemiecki samolot rozpoznawczy. Ranny pilot został wzięty do niewoli, a maszyna zniszczona.
W południe dowódca Armii „Pomorze” wydał rozkaz do dalszego przegrupowania się w nocy na 10 września. 27 DP miała przyjąć ugrupowanie obronne wzdłuż linii Włocławek – Brześć Kujawski, a następnie zagiąć skrzydło na południe na linię Nowe Turowo – Kolonia Głębin. Ponadto miała zorganizować trzy oddziały wydzielone i przesunąć je do Osięcin, do Lubrańca i do Izbicy. Dowódca 27 DP postanowił jeszcze przed zmierzchem wycofać się na nową linię obrony: Korabniki – Mazury – Machnacz – Kąty – Nowy Młyn – Brześć Kujawski – Nowe Turowo, a na dotychczasowej pozostawić jedynie czaty z zadaniem ubezpieczania odejścia. Dotychczasowy odwodowy 208 pp, wzmocniony kompanią km, otrzymał zadanie obrony odcinka od Korabnik do Wieńca. Częścią sił miał zająć obronę na rzece Zgłowiączka i dozorować brzeg Wisły we Włocławku.
Dowódca piechoty dywizyjnej płk dypl. Gwido Kawiński przyjął w podporządkowanie zgrupowanie w składzie: 22 pp, 24 pp, II/9 pal, 48 dal oraz dwie baterie 27 pal i kawalerię dywizyjną. Zgrupowanie to miało bronić odcinka od Wieńca do Nowego Turowa. Ponadto dowódca zgrupowania miał wysunąć do rejonu Osięcin silny oddział wydzielony. Odwód dywizji stanowić miał  23 pułk piechoty oraz dwie baterie 27 pal. Stanowisko dowodzenia dowódcy 27 DP zostało przeniesione do dworu Dębice. W nowym ugrupowaniu  27 DP stanowiła główną osłonę Armii „Pomorze”.
Kolejne rozkazy nakazywały gen. Drapelli zachować silny odwód za swym południowym skrzydłem, w rejon Osięcin wysunąć oddział wydzielony z zadaniem rozpoznania kierunku na Przysiek – Radziejów i Piotrków Kujawski oraz nawiązać łączność z Poznańską Brygadą ON. Na 10 września rozkaz wyznaczał dywizji następujący pas działania: Osięciny – stacja kolejowa Gołębin – rzeka Lubienka na wysokości Grabkowo –  Unisławice (wył.). Do dyspozycji gen. Drapelli przekazane zostało dowództwo oraz oddziały pozabatalionowe 208 pułku piechoty. Nastąpiła zmiana dowództwa pułku piechoty 27 DP dowodzonego przez płk. Tadeusza Majewskiego. Przekazał on swoje obowiązki ppłk. Janowi Szewczykowi, który w godzinach rannych przybył do 27 DP wraz z całym sztabem i oddziałami specjalnymi 208 pp.
10 września gen. Drapella przestał podpisywać rozkazy jako dowódca zgrupowania.

## Struktura organizacyjna
6 września
- Dowództwo Grupy
- 27 Dywizja Piechoty[b]
- kombinowany pułk kawalerii Pomorskiej Brygady Kawalerii
- Oddział Wydzielony płk. Aleksandra Myszkowskiego (OW „Toruń”)
- pociąg pancerny

7 września ze składu Grupy wyłączono kombinowany pułk kawalerii Pomorskiej BK, a jego miejsce zajął 22 pułk piechoty wzmocniony II/9 pułku artylerii lekkiej.